# Isabel Mayer
Isabel Mayer, född 1885, död 1961, var en dominikansk politiker. Hon blev 1942 en av de tre första kvinnliga parlamentsledamöterna i Dominikanska republiken. 
Hon tillhörde en rik godsägarfamilj. Hon blev 1931 en av grundarmedlemmarna av Acción Feminista Dominicana (AFD), som allierade sig med diktatorn Rafael Trujillo för att få igenom sina mål. 
År 1942 gav Trujillo slutligen kvinnor rösträtt, och Isabel Mayer blev samma år en av de första tre kvinnorna i landets parlament som senator för Monte Cristi. Som medlem i den statliga kommittén "Gränsens Dominikanisering" blev hon känd för sin ofta demonstrerade lojalitet mot Trujillo. Hon tjänade som guvernör för Monte Cristi och för Santiago de los Caballeros.  
Hon kallades för Trujillos celestina (bordellmamma) av utländska journalister.
Hon rensades ur partiet efter en konflikt med Trujillo 1960. 